# Довге (Кременчуцький район)
До́вге — село в Україні, у Козельщинській селищній громаді Кременчуцького району Полтавської області. Населення становить 157 осіб. До 2020 орган місцевого самоврядування — Високовакулівська сільська рада.

## Географія
Село Довге знаходиться на краю великого болота урочище Проценкове, примикає до села Мар'янівка.

## Історія
12 червня 2020 року, відповідно до розпорядження Кабінету Міністрів України № 721-р «Про визначення адміністративних центрів та затвердження територій територіальних громад Полтавської області», село увійшло до складу Козельщинської селищної громади.
19 липня 2020 року, в результаті адміністративно - територіальної реформи та ліквідації Козельщинського району, село увійшло до складу новоутвореного Кременчуцького району.

## Економіка
- Свино-товарна ферма.

## Галерея

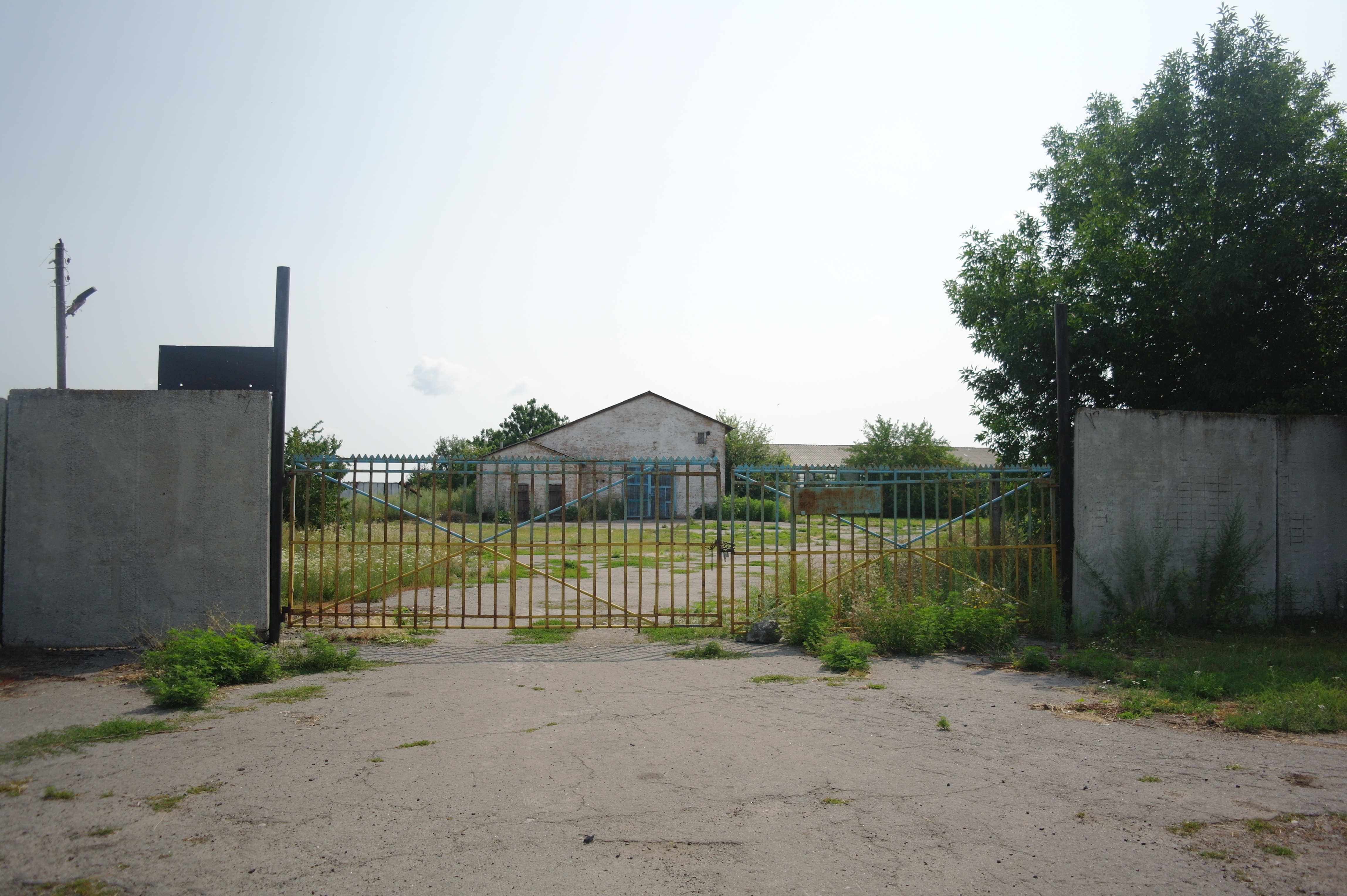
Приватне господарство
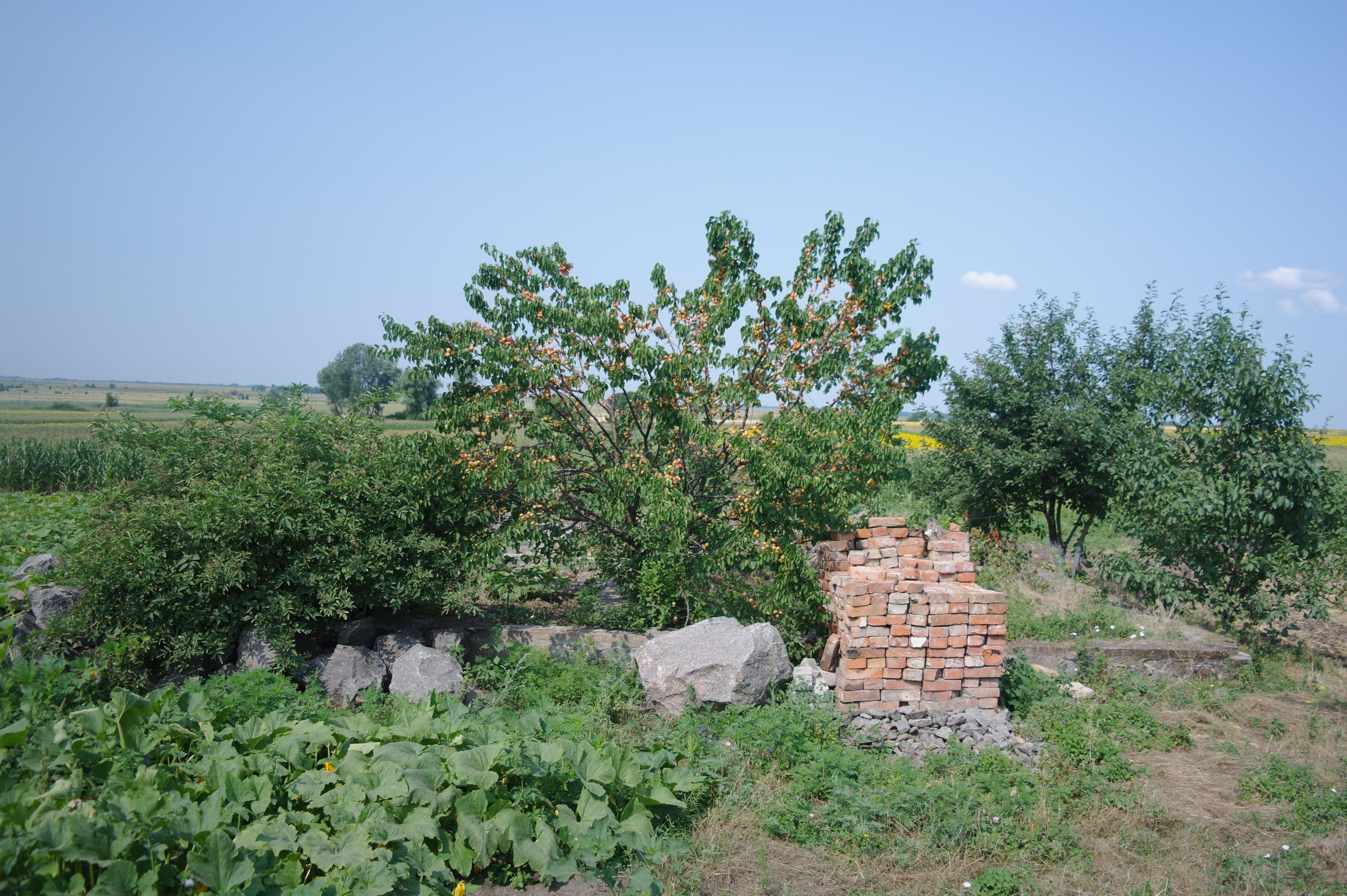
Недобудований будинок, через фундамент якого проросли дерева, і плодоносить абрикоса
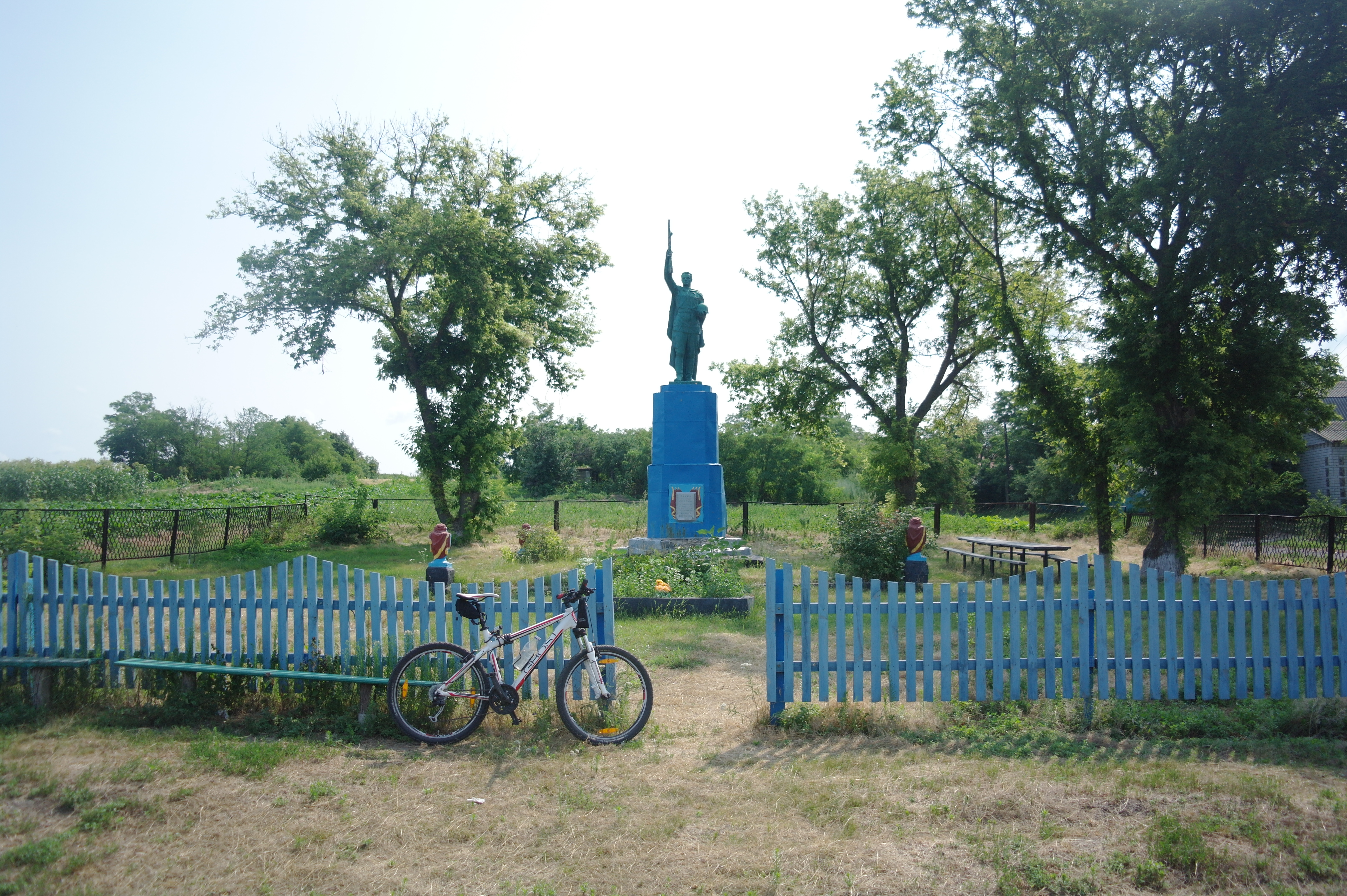
Пам'ятний
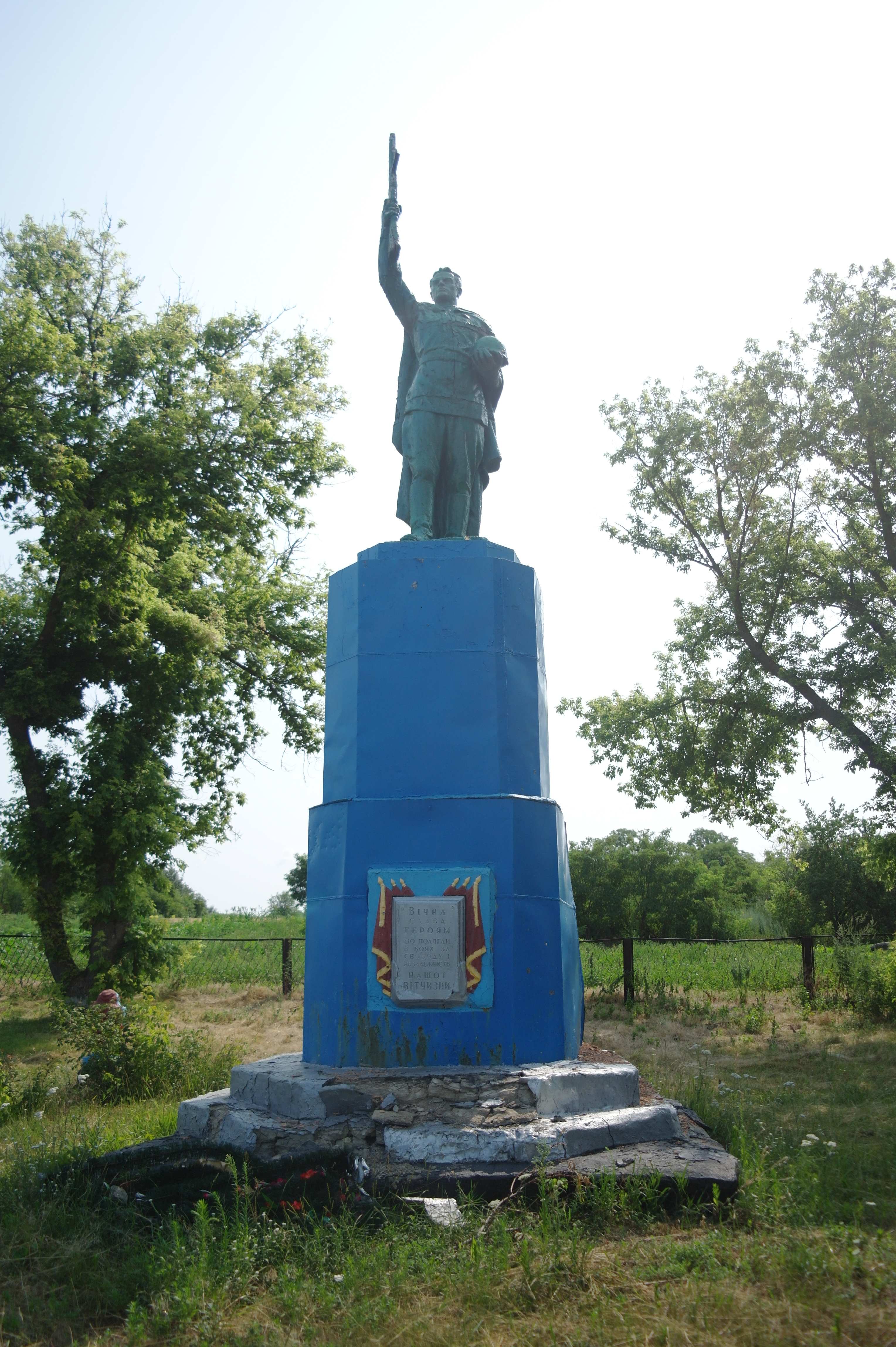
Пам'ятник головний план
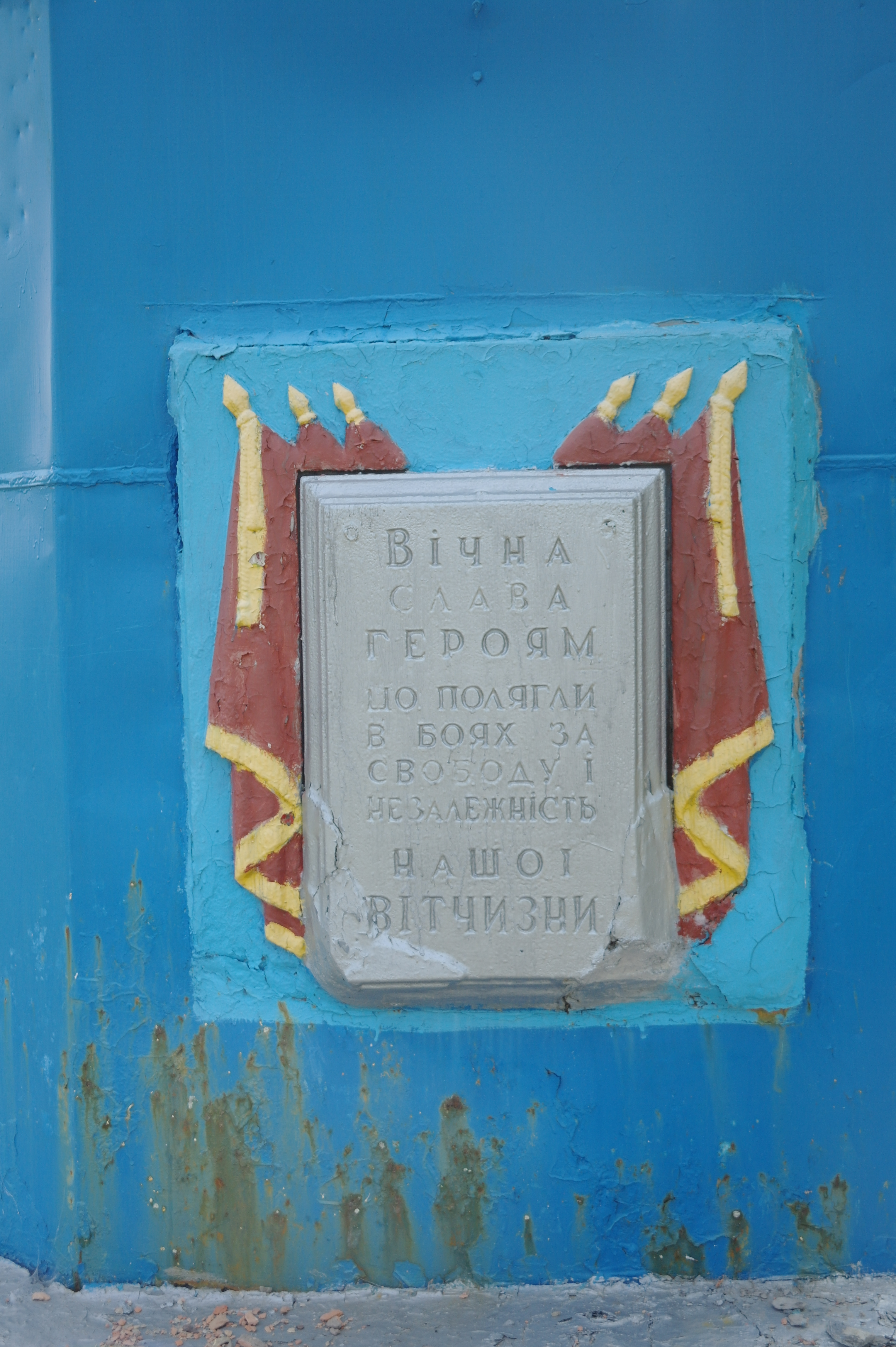
Напис на пам'ятнику
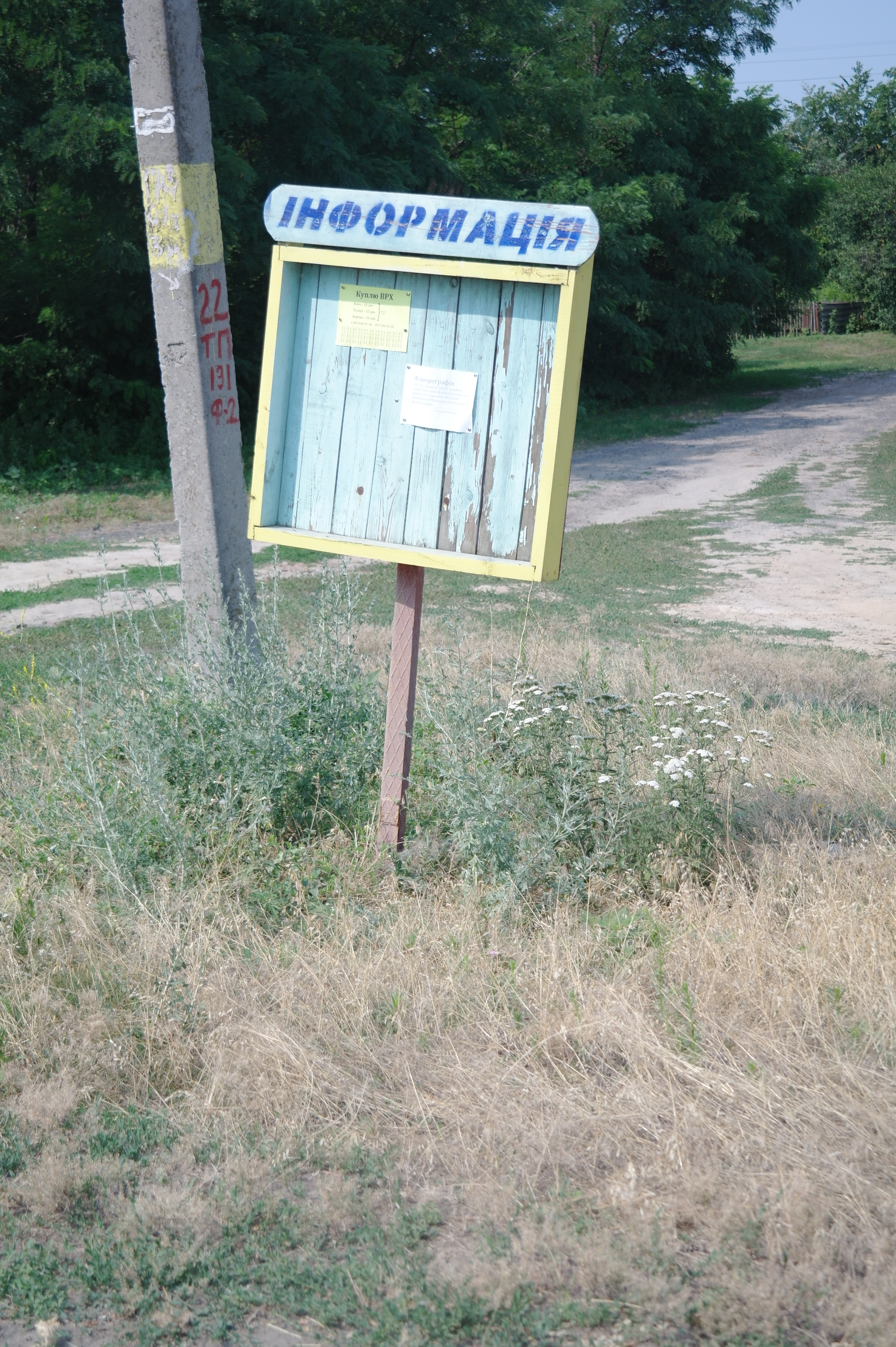
Інформація в селі Довге